# Парезанович, Неделько
Неделько Парезанович (серб. Недељко Парезановић, родился 25 августа 1932 года в Иванице) — сербский математик и информатик, профессор Белградского университета и известный руководитель кафедры информатики и вычислительной техники математического факультета Белградского университета.

## Биография
Окончил начальную школу в Иванице и среднюю школу Белграда. Окончил в 1957 году естественно-математический факультет Белградского университета, группу механиков. Докторскую диссертацию защитил в 1961 году под руководством профессора Тадии Пейовича. В 1950—1957 годах работал в студии Белградского радио, а после окончания университета перешёл в Военно-технический институт Югославской народной армии в Белгарде. В 1959 году перешёл в институт ядерных наук «Винча», а в 1961 году — в институт Михаила Пупина.
Преподавательскую карьеру Парезанович начал в Нишском университете на факультете электроники в звании доцента, а в 1972 году перешёл на естественно-математический факультет Белградского университета. Звание профессора получил в 1980 году и до своего выхода на пенсию в 1997 году работал в Белградском университете. Его рабочий стаж составил 46 лет, из них 40 в области вычислительной техники. Он руководил вычислительным центром Математического института Сербской академии наук и искусств в Белграде, руководил кафедрой информатики и вычислительной техники естественно-математического факультета Белградского университета с момента её основания. Автор учебников «Язык программирования Fortran IV» и «Основы вычислительных систем». Был научным руководителем при написании ряда докторских диссертаций: его учениками стали Воислав Стойкович (1991), Гордана Павлович-Лажетич (1988), Иван Обрадович (1991), Душко Витас (1993), Цветана Крстев (1997), Саня Петрович (1997) и многие другие. Также Парезанович был редактором и рецензентом переведённого с английского языка «Оксфордского словаря вычислительной техники» (англ. Dictionary of Computing), изданного в 1990 году в Белграде.
Неделько Парезанович участвовал в разработке домашних компьютеров: ХРС-100 «Космос» в институте Михаила Пупина в Белграде в сотрудничестве с Московским институтом автоматики и телемеханики (в СССР этот компьютер известен как ГВС-100), CER-11 и CER-30 в институте Михаила Пупина, TRS 501 и TRS 511 для нужд Завода по производству вычислительных машин Загреба.